# 卡斯爾巴戰役
卡斯爾巴戰役發生於1798年8月27日，是愛爾蘭起義中的一場戰役。由1,000名法國軍隊和愛爾蘭起義軍組成的聯合部隊擊潰了由傑拉德·雷克領導的6,000名英軍。

## 註腳
1. 1 2  Steven T. Ross
2. ↑  Guy Beiner, Remembering the Year of the French: Irish Folk History and Social Memory (University of Wisconsin Press, 2007)